# Disastro missilistico di Dannenwalde
Il disastro missilistico di Dannenwalde è stata un'esplosione in un deposito di munizioni delle truppe sovietiche di stanza nella RDT il 14 agosto 1977, vicino a Dannenwalde. Nell'occasione centinaia di missili Katjuša sono stati lanciati nelle vicinanze. Le circostanze esatte rimangono segrete e il numero delle vittime non è ancora noto; si stimano tra le 50 e le 300 vittime, tutte arruolate nelle forze sovietiche.

## Antefatti
Nel 1938, presso Dannenwalde è stato costruito un complesso per la produzione e lo stoccaggio di munizioni per l'aviazione militare tedesca, il Lufthauptmunitionsanstalt Dannenwalde . Durante la Seconda Guerra Mondiale il deposito di munizioni è stato pressoché inutilizzato, poiché le munizioni venivano immediatamente consegnate al fronte.
Dopo la guerra, il sito fu utilizzato dall'esercito sovietico. La caserma è stata trasformata nella base della 2ª Armata corazzata delle Guardie, il deposito di munizioni è stato ampliato e sono stati costruiti altri grandi bunker per lo stoccaggio delle stesse. Secondo i dati dell'Agenzia Federale di Intelligence (BND), a Dannenwalde erano presenti un deposito di munizioni (oggetto numero 521) con una capacità complessiva di 13.200 tonnellate e un'officina per la riparazione di armi (oggetto numero 523).
Ad oggi non è ancora chiaro se nella zona fossero immagazzinate  anche armi nucleari; lo suggerirebbe una dichiarazione di Vladimir Gavrilovich Vlassenko, ex capo dei vigili del fuoco dell'esercito sovietico nella RTD, il quale, secondo il giornale Märkische Allgemeinen, ha parlato di "carico speciale" su un giornale ucraino.
Il 3397. Bewegliche Raketentechnische Basis di stanza a Dannenwalde fino al 1992, ha garantito l'approvvigionamento del complesso missilistico tattico superficie-superficie SS-21 Scarab (9K79 Totschka) della 2ª Armata corazzata delle Guardie. L'obiettivo di una base missilistica mobile consisteva nell'assicurare l'approvvigionamento di missili, testate, propellente per razzi e componenti completi per l'equipaggiamento di terra. Ne consegue che c'erano delle testate per le SS-21 Scarab. Poiché questo tipo di missile può essere equipaggiato con diverse testate nucleari e convenzionali (a frammentazione, a grappolo), non è possibile operare una distinzione. I missili Katjusha da 122 mm non facevano parte del deposito del 3397. Bewegliche Raketentechnische Basis ma erano considerati come munizioni d'artiglieria.

## Il disastro

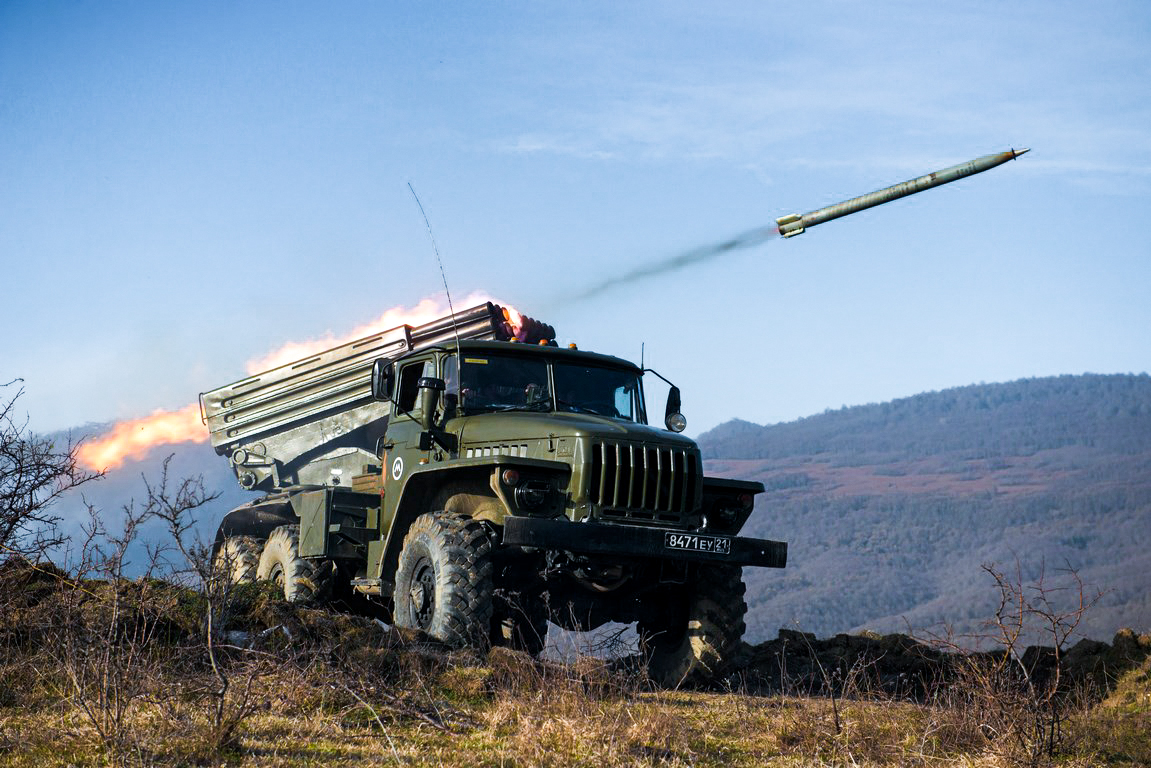
Lancio di un missile BM-21. Missili di questo tipo sono esplosi a Dannenwalde

### Inizio dell'esplosione
Il 14 agosto 1977, alle 14:00 inizia il disastro. Si pensa che un fulmine abbia colpito una pila di missili Katjusha da 122 mm. Il fulmine ha acceso alcuni dei missili immagazzinati, provocando l'incendio di altre munizioni. Ciò ha attivato i sistemi di propulsione a combustibile solido dei missili, che hanno iniziato a decollare in modo incontrollato. Il numero esatto di missili innescati non è noto, ma probabilmente è di almeno 1000.
I missili sono volati in un raggio di 15 km, colpendo un'area di 180 chilometri quadrati e si sono verificati impatti in 23 villaggi della zona. Poiché i razzi erano non armati, i missili non sono esplosi, ma hanno causato danni materiali per un valore di 37.000 marchi-RDT. Sono stati colpiti principalmente prati, aree boschive e terreni agricoli, ma anche edifici. È stata colpita anche una vettura.
Gli abitanti di Dannenwalde fuggirono dal villaggio. Un treno di munizioni collocato davanti al cancello della base poté essere manovrato fuori dalla zona di pericolo dai ferrovieri. Ci sono state esplosioni e lanci incontrollati per diverse ore, e le esplosioni finirono solo verso le 19:45.

### Vittime
Non ci sono state vittime tra la popolazione civile. Al contrario, le truppe sovietiche hanno subito un gran numero di morti, in parte perché i soldati hanno cercato di contenere le esplosioni con mezzi non adeguati. A causa della segretezza delle forze russe, che persiste tuttora, il numero di soldati uccisi non è noto. Le stime variano tra 50 e 300 morti, ma, secondo le attuali conoscenze il dato che colloca le vittima a circa 300 è riconducibile a voci che si sono diffuse poco dopo l'evento. La stima più realistica fino ad oggi, calcolata in base al numero di bare prodotte dalle imprese della DDR e consegnate alla caserma, è di 70 morti.

### Dopo il disastro
Dopo il disastro, il deposito di munizioni è stato svuotato e le munizioni ancora intatte sono state distribuite ad altre basi. Le munizioni danneggiate sono state fatte detonare in un'area di addestramento vicina. Ogni sera, per diverse settimane, si sono verificate esplosioni e sono stati effettuati circa 330 trasporti su camion verso tale sito. Nelle notti immediatamente successive al disastro, si sono verificati trasporti da parte di autocarri pesanti che potrebbero indicare il trasporto di armi nucleari.
Durante la bonifica dell'area sono stati recuperati 770 missili. I testimoni dell'operazione hanno riferito che sono state rinvenute munizioni con vistosi marcatori gialli, che sono state poi rimosse con particolare cautela. Sulla base di tali testimonianze, si è giunti alla conclusione che il sito contenesse anche armi chimiche.
Nella RDT, tutte le informazioni sull'incidente sono state occultate. Per molto tempo dopo il disastro la Stasi avrebbe aperto tutte le lettere spedite da Dannenwalde.

## Sviluppi successivi
Dopo il ritiro delle truppe sovietiche, nel corso di un'operazione di bonifica nel 2002, sono stati trovati 270 missili Katjusha sepolti. Ancora oggi, una quantità sconosciuta di munizioni si trova ancora nel terreno dell'ex sito militare. Alcuni depositi che si trovano nelle immediate vicinanze della Beweglichen Raketentechnischen Basis hanno visibili danni dovuti ad esplosioni.
Dal momento che le forze sovietiche hanno imposto un periodo di sospensione di 40 anni, l'accesso agli archivi è teoricamente possibile dal 2017, a meno che il periodo di sospensione non sia stato prorogato dal successore giuridico, la Federazione russa, prima della scadenza.